# ...And to Those I Love, Thanks for Sticking Around
«...And to Those I Love, Thanks for Sticking Around» — песня американского хип-хоп-дуэта Suicideboys и третий сингл с их микстейпа Stop Staring at the Shadows (2020).

## Чарты
| Чарт (2020–2021)                               | Высшая позиция |
| ---------------------------------------------- | -------------- |
| Мир (Billboard Global 200)                     | 128            |
| Новая Зеландия Hot Singles (RMNZ)              | 35             |
| США (Billboard Bubbling Under Hot 100 Singles) | 5              |
| США (Billboard Hot R&B/Hip-Hop Songs)          | 46             |

## Сертификации
| Регион                                                                      | Сертификация | Продажи   |
| --------------------------------------------------------------------------- | ------------ | --------- |
| Великобритания (BPI)                                                        | Серебряный   | 200 000   |
| США (RIAA)                                                                  | Платиновый   | 1 000 000 |
| Данные о продажах + прослушиваниях приведены только на основе сертификации. |              |           |